# 이종주 고신왕지 및 이임 무과홍패
이종주 고신왕지 및 이임 무과홍패(李從周 告身王旨 및 李臨 武科紅牌)은 울산광역시 남구, 울산박물관에 있는 이종주 종손가에 소장되어 있는 2점의 왕지이다. 1989년 5월 23일 대한민국의 보물 제1006호로 지정되었다.

## 개요

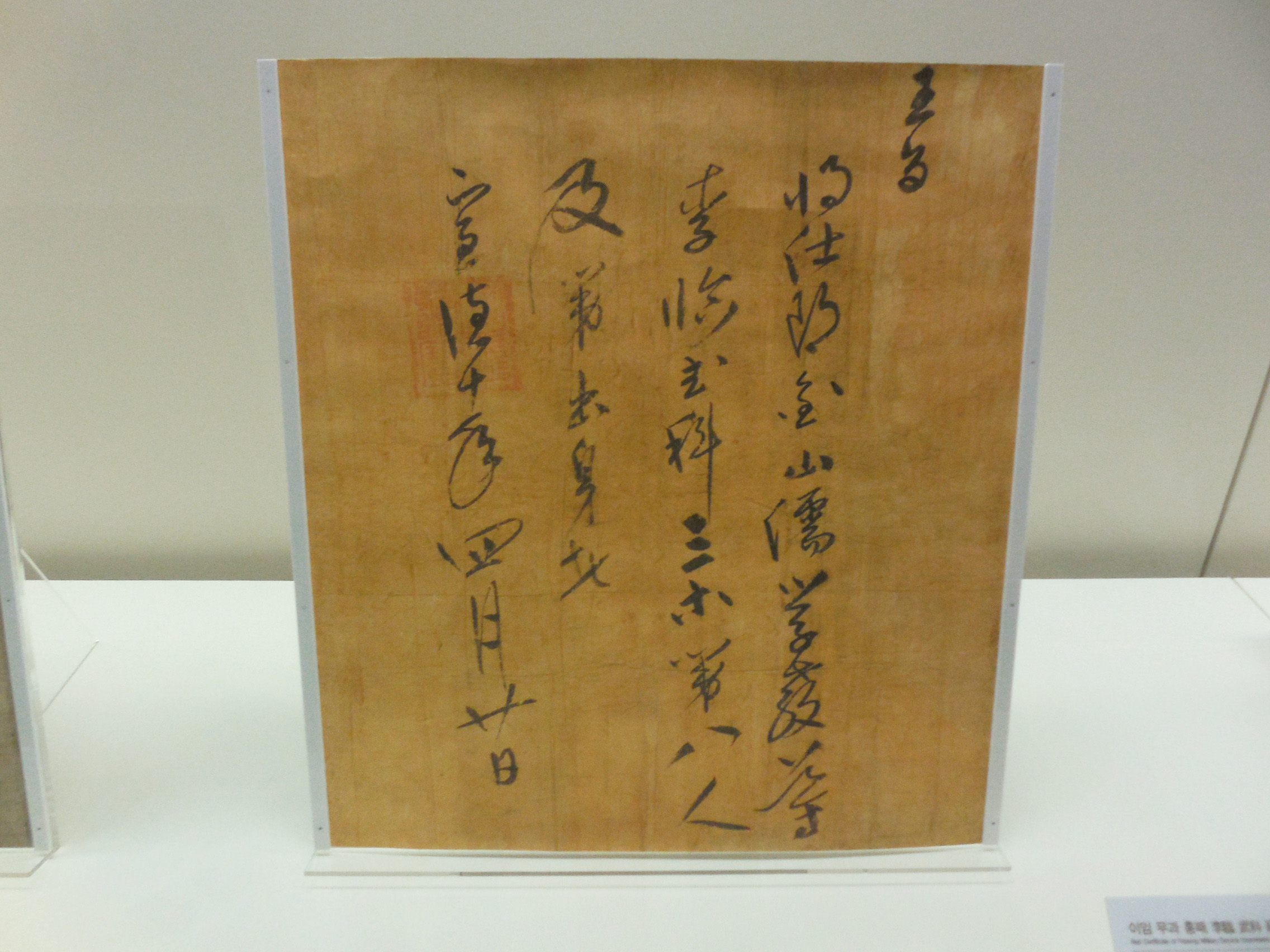
이임 무과 홍패 (복제본).

이종주 종손가에 소장되어 있는 2점의 왕지이다. 이종주는 조선 전기 지방관을 지냈다.
「이종주통정대부지울주사왕지」는 정종 1년(1399) 1월 26일에 이종주에게 관직을 제수하는 사령왕지이다. 이 사령왕지는 총 4행으로 초서체로 쓰여졌고, 년월 위에 ‘조선왕보’라고 도장이 찍혀 있다. 이 문서는 조선 전기의 관제 및 인사행정의 변천을 살필 수 있는 자료이다.
「이임무과급제왕지」는 세종 17년(1435)에 이종주의 손자 이임에게 발급된 무과급제를 인정하는 홍패왕지이다. 총 5행에 걸쳐 초서체로 쓰여졌고, 년월 위에 ‘국왕신보’라고 도장이 찍혀있다. 조선 전기 관제 및 과거제도 연구와 새보(璽寶:임금의 도장)사용의 변천 과정을 파악할 수 있는 중요한 자료이다.

## 참고 자료
- 이종주 고신왕지 및 이임 무과홍패 - 국가유산청 국가유산포털